# Cnemidophorus
Cnemidophorus este un gen de șopârle din familia Teiidae.

## Specii[1]
- Cnemidophorus abaetensis
- Cnemidophorus angusticeps
- Cnemidophorus arenivagus
- Cnemidophorus arizonae
- Cnemidophorus arubensis
- Cnemidophorus burti
- Cnemidophorus calidipes
- Cnemidophorus ceralbensis
- Cnemidophorus communis
- Cnemidophorus costatus
- Cnemidophorus cozumelae
- Cnemidophorus cryptus
- Cnemidophorus deppei
- Cnemidophorus dixoni
- Cnemidophorus exsanguis
- Cnemidophorus flagellicaudus
- Cnemidophorus gramivagus
- Cnemidophorus gularis
- Cnemidophorus guttatus
- Cnemidophorus gypsi
- Cnemidophorus hyperythrus
- Cnemidophorus inornatus
- Cnemidophorus labialis
- Cnemidophorus lacertoides
- Cnemidophorus laredoensis
- Cnemidophorus leachei
- Cnemidophorus lemniscatus
- Cnemidophorus lineattissimus
- Cnemidophorus littoralis
- Cnemidophorus longicaudus
- Cnemidophorus marmoratus
- Cnemidophorus martyris
- Cnemidophorus maximus
- Cnemidophorus mexicanus
- Cnemidophorus motaguae
- Cnemidophorus mumbuca
- Cnemidophorus murinus
- Cnemidophorus nativo
- Cnemidophorus neomexicanus
- Cnemidophorus neotesselatus
- Cnemidophorus nigricolor
- Cnemidophorus ocellifer
- Cnemidophorus opatae
- Cnemidophorus pai
- Cnemidophorus parecis
- Cnemidophorus parvisocius
- Cnemidophorus pseudolemniscatus
- Cnemidophorus rodecki
- Cnemidophorus sackii
- Cnemidophorus scalaris
- Cnemidophorus septemvittatus
- Cnemidophorus serranus
- Cnemidophorus sexlineatus
- Cnemidophorus sonorae
- Cnemidophorus tergolaevigatus
- Cnemidophorus tesselatus
- Cnemidophorus tigris
- Cnemidophorus uniparens
- Cnemidophorus vacariensis
- Cnemidophorus vanzoi
- Cnemidophorus velox